# Transport ferroviaire au Bénin
Le transport ferroviaire au Bénin se compose actuellement encore d'une ligne de 438 km entre Cotonou et Parakou, qui est exploitée depuis 2022 par la Mediterranean Shipping Company. 

## Réseau

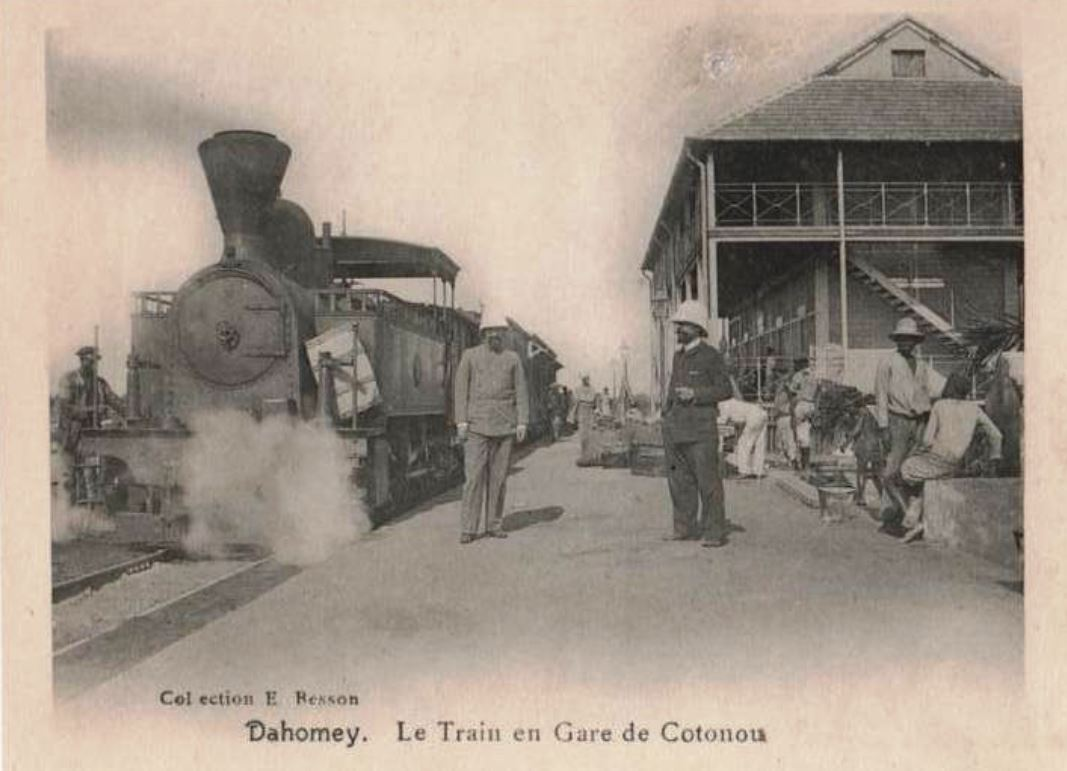
Impression historique

Le réseau de chemin de fer au Bénin est composé d'une seule ligne à écartement métrique d'une longueur de 438 km :
- Ligne Cotonou - Parakou

Le Bénin dispose également de deux lignes ferroviaires mises hors exploitation : 
- Cotonou - Pobè
- Cotonou - Sègbohouè

## Des sociétés d'exploitation qui changent et de grands projets

### L'Organisation commune Bénin-Niger (OCBN)

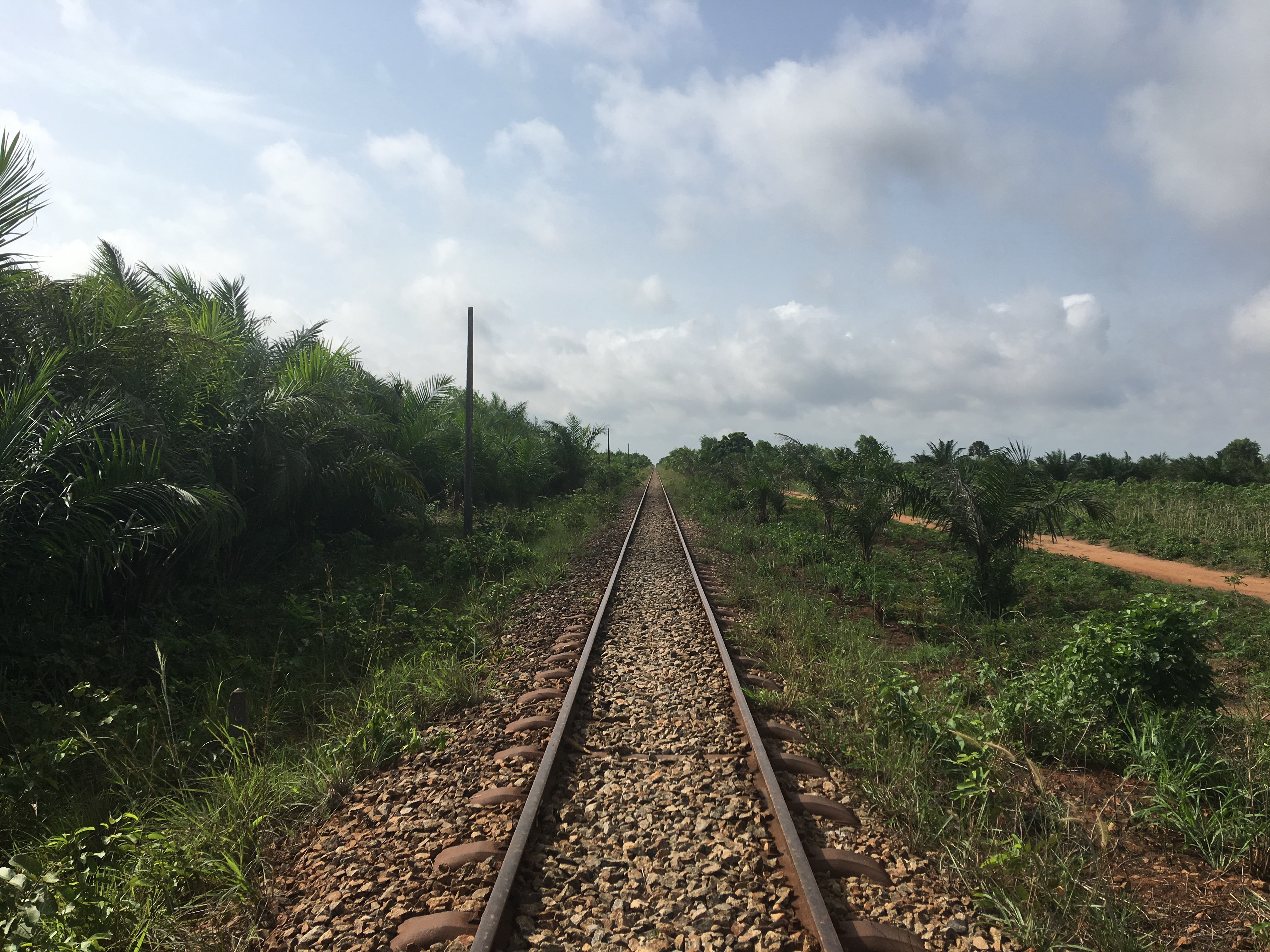
Chemin de fer de l'OCBN à Tori-Bossito dans le département de l'Atlantique au Bénin

À partir de 1930, l'organisation binationale Commune Bénin-Niger des Chemins de fer et des Transports (OCBN) a pris en charge le réseau ferroviaire du Bénin, pour le compte du gouvernement du Dahomey/Bénin et du gouvernement du Niger.
Le Bénin et le Niger ont signé, en novembre 2013, un protocole d'entente pour la réalisation d'une ligne ferroviaire reliant Cotonou à Niamey. Outre la première liaison entre Parakou et Gaya, le projet vise également à réhabiliter et à moderniser la ligne ferroviaire Cotonou-Parakou. À terme, le projet, auquel le Groupe Bolloré participe en tant que partenaire stratégique, devrait relier Cotonou à Abidjan via Niamey et Ouagadougou (soit près de 3 000 km de ligne ferroviaire au total).
Mais jusqu'à présent, il n'existe pas encore de trafic ferroviaire transfrontalier avec les pays voisins.

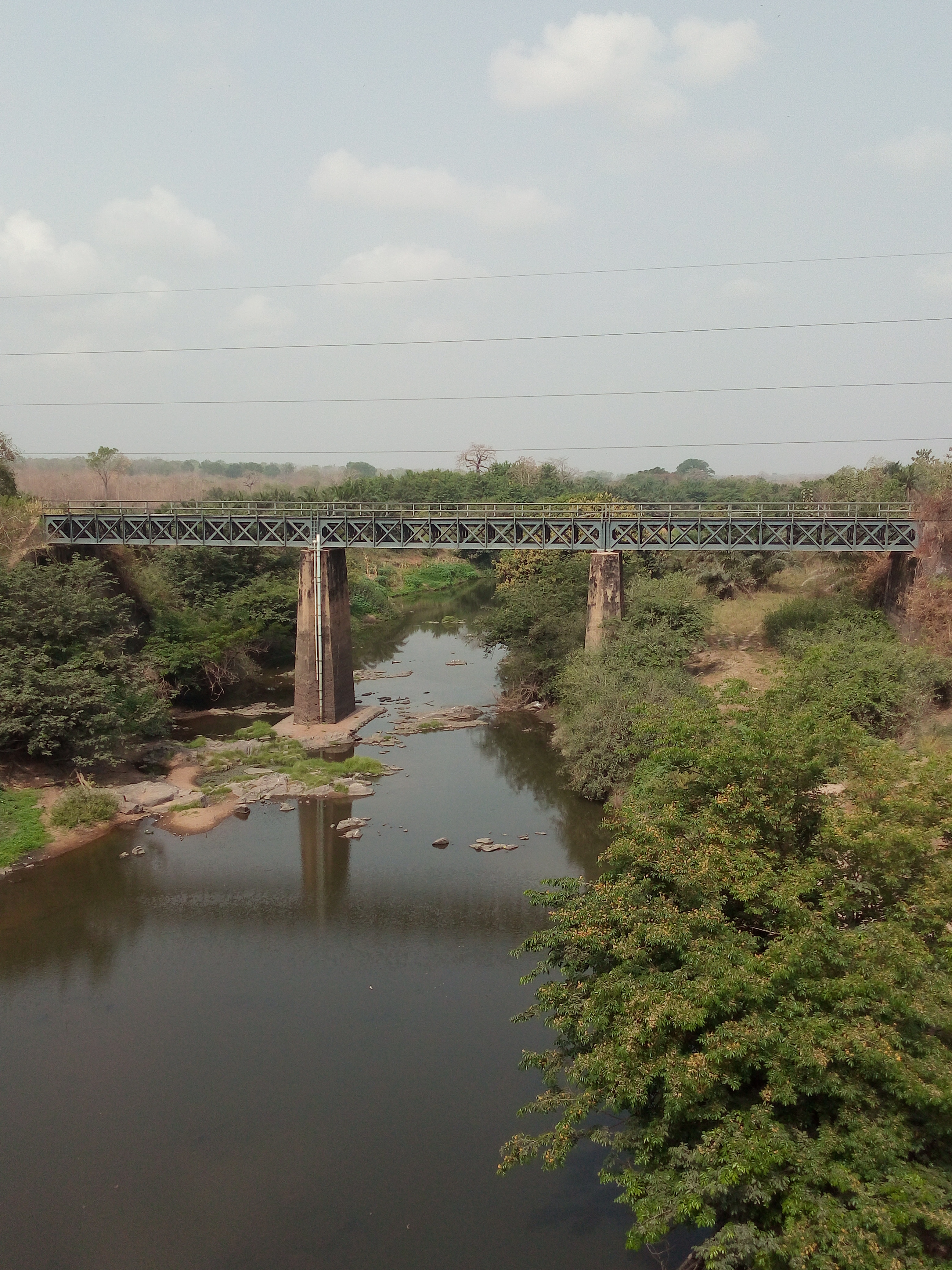
Pont sur le Zou sur le tronçon Bohicon Dassa

En 2014, le Bénin a participé à l'AfricaRail project, qui visait à relier le Bénin au Burkina Faso, à la Côte d'Ivoire, au Ghana, au Niger, au Nigeria et au Togo. En 2022, il n'y a pas eu de résultats tangibles de ce projet.

### Bénirail
Le 14 octobre 2015, OCBN a été racheté par Bénirail. Dans le cadre d'un partenariat public-privé, le groupe français Bolloré possède 40 % des actions de Bénirail, tandis que les gouvernements du Bénin et du Niger en détiennent chacun 10 %, les 40 % restants étant détenus par des investisseurs privés du Bénin et du Niger.

### La société mère Bolloré prend de l'influence
L'extension nord du réseau vers Gaya au Niger aurait dû être mise en service en 2018. D'autres liaisons vers le Nigeria, le Burkina Faso et le Togo étaient prévues. En 2015, le Bénin et le Niger ont signé un accord pour travailler sur le tronçon allant du Bénin à Niamey. Cependant, la construction et la réhabilitation des lignes de raccordement au Bénin ont rapidement été interrompues en raison de différends sur le maître d'œuvre. Le Niger soutient fermement le partenaire français Bolloré, tandis qu'au Bénin, la société Petrolin se plaint d'avoir été le seul soumissionnaire et a saisi la justice. À la suite d'une décision de justice du 19 novembre 2015, Bolloré a dû arrêter tous les travaux au Bénin. On doute cependant que Petrolin ait le savoir-faire et les réserves nécessaires pour réaliser un tel projet. En guise de compromis, le Bénin a proposé comme alternative un groupement des deux entreprises ou la China Railway Construction Corporation (CRCC). Le 29 septembre 2017, la Cour suprême du Bénin a rejeté un recours de Bolloré. Alors que le Bénin proposait à son tour la CRCC, le Niger insiste sur Bolloré. 

### Une compagnie maritime reprend les activités ferroviaires
Le problème pourrait être résolu par le fait qu'en 2022, Bolloré Africa Logistics, y compris les sociétés d'exploitation ferroviaire ouest-africaines Camrail, Sitarail et Benirail, sera probablement reprise par l'armateur genevois Mediterranean Shipping Company.

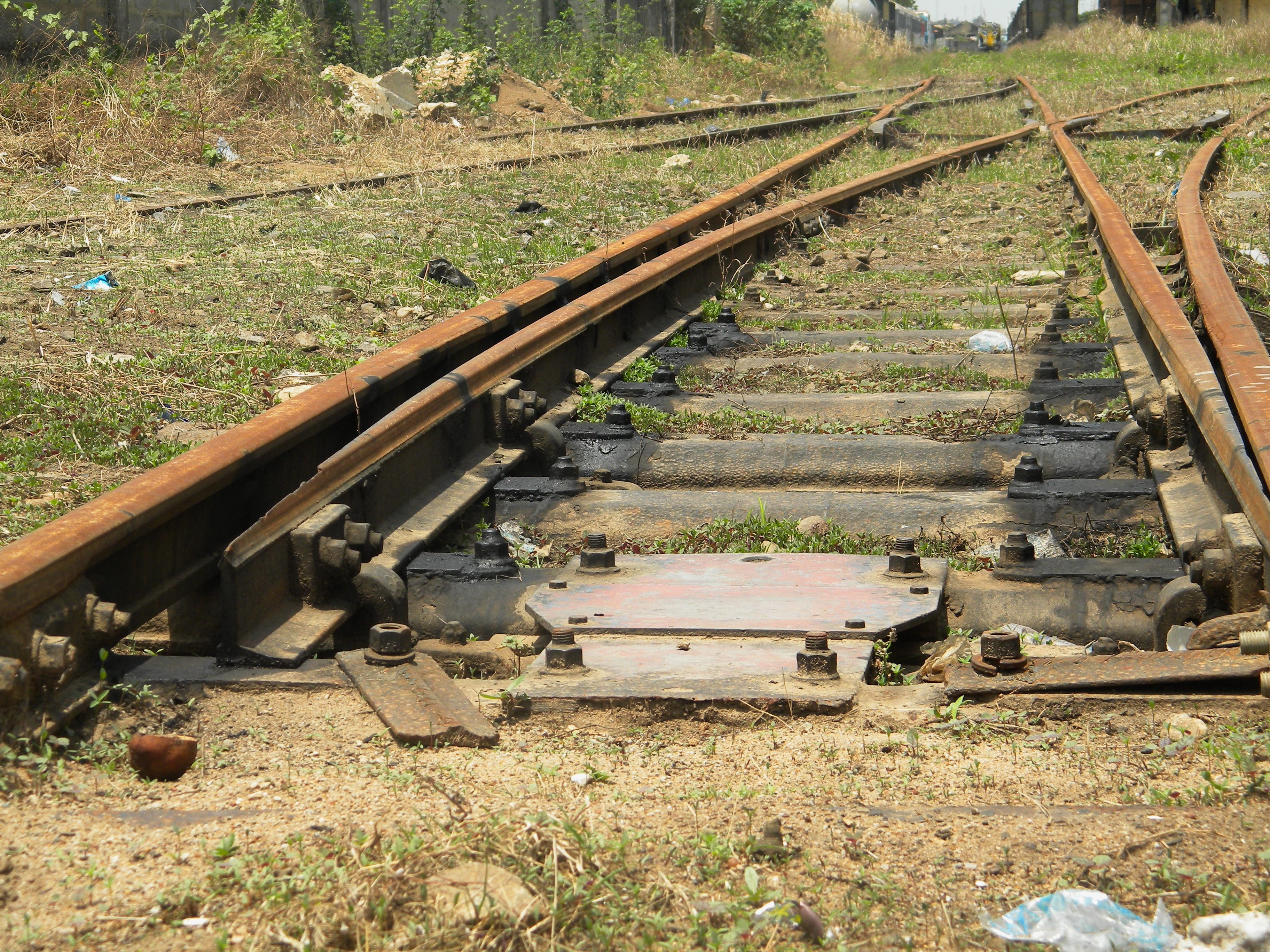
État des rails et des aiguillages

### État des lieux
En 2022, une recherche sur Internet révèle que Bénirail est certes mentionné sur le site web de Bolloré Africa Logistics, mais ne semble pas avoir de site web propre. Il n'est pas non plus possible de trouver sur Internet des informations fiables sur les heures de départ des trains au Bénin. Sur un forum Internet, on affirme qu'au Bénin, le transport de personnes par rail a entre-temps été complètement abandonné.
On a l'impression que les sociétés d'exploitation ferroviaire OCBN, Bénirail et Bolloré qui se sont succédé n'avaient pas de concept d'entreprise permettant de gérer un réseau ferroviaire de manière rentable et de le faire croître. La société ferroviaire NRC du Nigeria, tout proche, montre que les deux sont possibles en Afrique de l'Ouest,,,,.